# Parc Nacional dels manglars del Riu Cacheu
El Parc Nacional dels manglars del Riu Cacheu (portuguès Parque Natural dos Tarrafes do Rio Cacheu) és un parc natural situat a la regió de Cacheu a Guinea Bissau i establerta en 2000.

## Geografia
Inclou gran part de l'estuari del riu Cacheu. El parc té una superfície de 88.615 hectàrees (886 quilòmetres quadrats), dels quals el 68% representa l'àrea coberta pels manglars (tarrafes en portuguès). Aquest és considerat el major bloc continu de manglar a Àfrica Occidental.

## Fauna

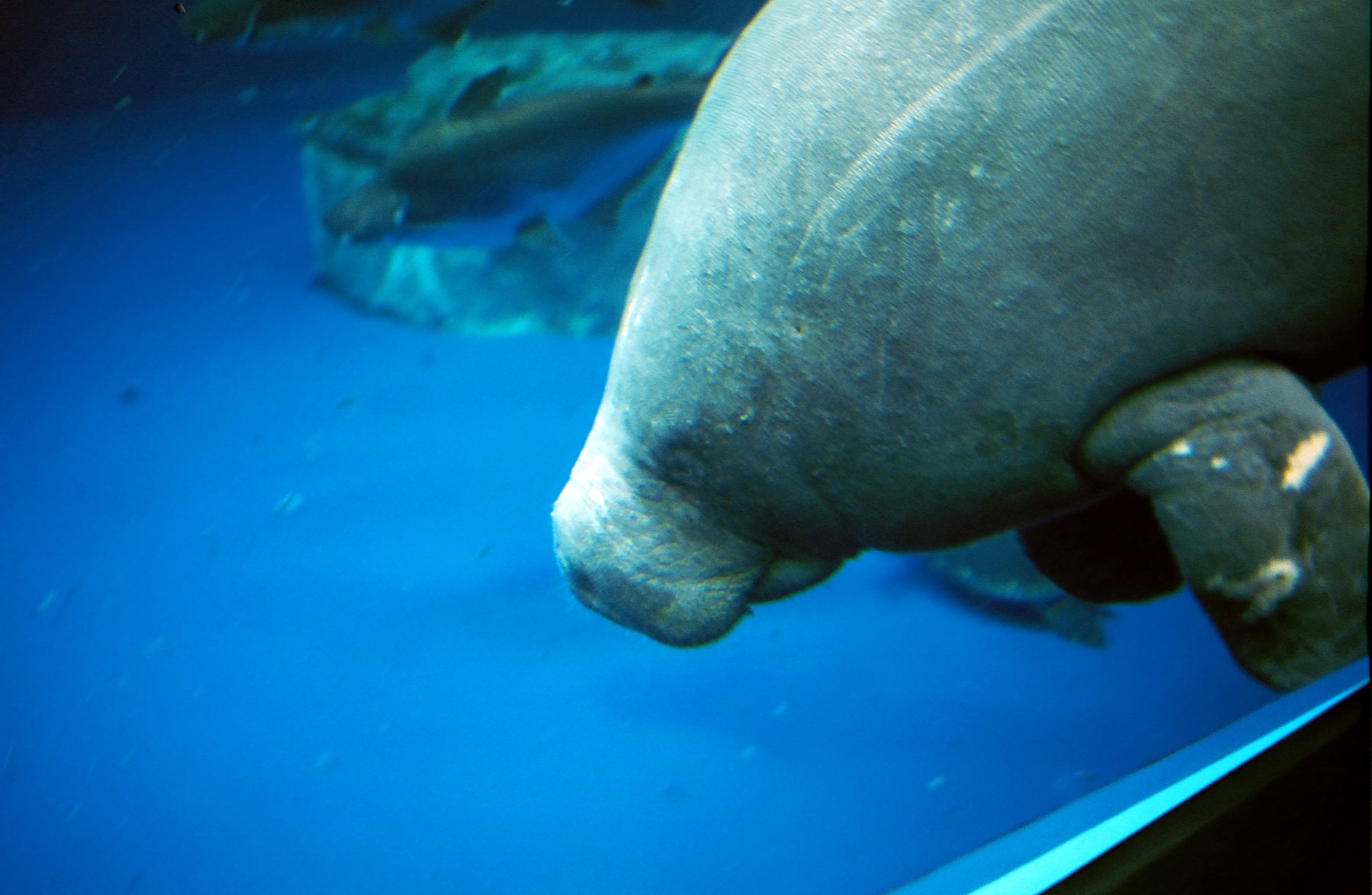
Trichechus senegalensis (manatí del Senegal)

Aquests vasts manglars són la llar d'un gran nombre d'aus migratòries que arriben al hivern al parc. Entre els mamífers, hi ha la dofins Tursiops truncatus i Sousa teuszii, els hipopòtams Hippopotamus amphibius, i els manatís africans de l'espècie Trichechus senegalensis, les gaseles Tragelaphus scriptus (o antílop jeroglífic) o els micos verds Cercopithecus aethiops.
Els rèptils també són nombrosos, entre ells cocodrils africans cocodils del Nil i cocodrils nans.